# Manga Plus
Manga Plus (estilizado como MANGA Plus) es una plataforma de cómic en línea y una aplicación móvil propiedad de Shūeisha lanzada el 28 de enero de 2019. Está disponible en todo el mundo salvo Japón, China y Corea del Sur. El servicio pública semanalmente versiones traducidas al español, inglés, francés, ruso, indonesio, tailandés y portugués brasileño de nuevos capítulos de los mangas que se publican en la revistas Shōnen Jump, además de algunos de las revistas Jump Square, Young Jump, V Jump y la digital Jump+. Al menos los primeros capítulos y los más recientes de las series licenciadas están disponibles de forma gratuita.

## Historia
La Shōnen Jump semanal llegó a su pico de circulación de 6,53 millones de ejemplares en la década de 1990, pero el declive de los medios impresos fue reduciendo el número de lectores. En respuesta, Shueisha se volvió hacia la distribución digital para intentar llegar a un público más amplio. En 2012, Shueisha lanzó la Jump Book Store digital, en 2014 Shōnen Jump+, una plataforma en línea que permite a los usuarios leer mangas de forma gratuita, o con créditos que se pueden adquirir mediante compra o registro, comprar versiones de títulos de sus revistas y una versión digital de la Shōnen Jump semanal.
Shuhei Hosono, editor jefe de Shōnen Jump+ y Manga Plus, dijo que estaban al tanto de los diversos lectores de manga en el extranjero, y que querían llevarlo a más gente en todo el mundo. Comenzaron a hablar sobre una posible versión global de Shōnen Jump+ en 2017. Shueisha finalmente lanzó Manga Plus el 28 de enero de 2019. El servicio se puso a disposición de todos los países excepto China, Corea del Sur y Japón, cada uno de ellos ya tiene sus propios servicios. Al principio, el inglés era el único idioma disponible. En 2019 se lanzó la versión español, con menos mangas disponibles, si bien, algunos exclusivos. A partir de entonces se fueron añadiendo indonesio, tailandés, portugués de Brasil y, desde 2021, el francés. También en 2021 se liberaron todas las versiones a todo el mundo: un usuario en la India podía leer una versión en español y un hispanohablante, acceder a capítulos en inglés.
En julio de 2022 Shueisha anunció que todas las series nuevas que se publicaran en Jump+ aparecerían en Manga Plus, al menos en inglés.
En  septiembre de 2022, conjuntamente con Media Bang se lanzó Manga Plus Creators, una página para que dibujantes no profesionales de todo el mundo pudieran subir sus obras y aspirar a premios y la publicación de sus obras en Manga Plus y Jump+, en español e inglés.
En septiembre de 2023 se anunció una renovación total del servicio, que también aplicaría «cambios en los mangas disponibles», cuyos efectos concretos aún están por conocer.

## Títulos de Manga Plus
Estos son todos los títulos que se encuentran o se encontraron alguna vez en Manga Plus. Algunos títulos son exclusivos de determinados idiomas.

### Actualmente en publicación
Shōnen Jump
| - Akane-banashi - Ao no Hako - Bleach [reedición] - Dragon Ball [reedición] - Captain Tsubasa [reedición] - Ekiden Bros - Haikyū!! [reedición] - Harukaze Mound - Himaten! - Hunter × Hunter - JoJo's Bizarre Adventure [reedición] - Kaedegami - Kagurabachi - Katekyō Hitman Reborn! [reedición] - Kill Blue - Kuroko no Basket [reedición] | - Madan no Ichi - Me & Roboco - Naruto [reedición] - NICE PRISON - Nige Jōzu no Wakagimi - Nisekoi [reedición] - Nue's Exorcist (Nue no onmyōji) - Nurarihyon no Mago [reedición] - One Piece (+ [reedición]) - Otr of the Flame (Tomoshibi no Otr) - Ping Pong Peril - Rurouni Kenshin [reedición] - Sakamoto Days - Shinobi Undercover (Shinobigoto) - Ultimate Exorcist Kiyoshi (Exorcist no Kiyoshi-kun) - Witch Watch |

Shōnen Jump+
| - 2.5 Jigen no Yūwaku - Aliens, Baseball, and Civilization (Yakyū, Bunmei, Eirian) - Ashi Dribbles Through (Dribbling Nukko Ashi-chan) - ASTRO BABY - Asura's Verdict (Asura no Sata) - Beast Orange (Kemonomikan) - Blood Wing Hunter (Chi Tsubasa no Ryōjin) - Blooming Love (Han'ninmae no Koibito) - Blue Proustian Moment (Ginao no Purūsuto) - Centuria - Chainsaw Man (Parte 2) - Chuck Beans - Class of Brains (Gun nō Kyōshitsu) - Dandadan - Darkest Corners of the Heart (Kokoro no Ichiban Kurai Heya) - DRAMA QUUEN - Empyreal Cabinet (Tenbo Daikaku) - "Es hora de torturarte, princesa" (Hime-sama "gōmon" no jikan desu) - Eunuch of Empire (Mekkoku no Kangan) - FIRE PUNCH [reedición] - GGG - Girl Meets Rock!(Futsuu no Keion-bu) - GHOST FIXERS - GHOST REAPER GIRL - Gunze Arabaki's Magnificently Maniacal Menagerie! (Arabake! Arabaki Gungun Park) - HERO ORGANIZATION (Eiyuu Kitan) - Home at the Horizon (Okaeri Suiheisen) - Hope You're Happy, Lemon (Kuso Onna ni Sachiare) - Jigokuraku [reedición] - Kindergarten Wars (Yōchien WARS) - Kiruru Kill Me - Love Is Overkill - Lunatic+ Terrapop - Machi and Oboro - MAD - Maison and the Man-Eating Apartment (itokui Mansion to Oya no Mezon) - Make the Exorcist Fall in Love (Exorcist wo Otosenai) | - Magical Girl and Narco Wars (Mahō Shōjo to Mayaku Sensō) - Marriagetoxin - MONOCHROME DAYS (Monochrome no Futari) - My Hero Academia: Vigilante Illegals [reedición] - My Marriage to Saneka (Saneka no Yomeiri) - Night Light Hounds - No Gyaru in This Class (Kono Kurasu ni Gyaru wa Inai) - OBLIVION BATTERY - Red Cat Ramen - Re/Member: The Last Night (Karadasagasgi: The Last Night) - Romantic Killer [reedición] - Rugby Rumble (Saikyō no Uta) - Ruri Dragon - Ryota Killed His Brother (Ryōta wa Otōto wo Koroshita) - Shiba Inu Rooms (Shiba-tsuki bukken) - Shinewbi (Imanin) - Sirens Won't Sing For You (Seirēn wa Kimi ni Utawanai) - Spy × Family - Stellar Friends (Seiko Oja)) - Strikeout Pitch (Thank You Pitch) - The Creepy and Freaky (Kowai Ya-san) - The God before Me (Me no Mae no Kamisama) - The God of Time (Jikan no Kamisama) - THE MARSHAL KING - The Urban Legend Files (Toshiden Shuo Senpai) - Thermae Romae redux - Waiting for the Sunlight (Yōkō wo Matsu) - War of the Adults (Otona Taisen) - Wild Strawberry - Yattara |

Jump Square
| - Blue Exorcist - Gokurakugai - Seraph of the End: Vampire Reign | - Show-ha Shoten! - World Trigger |

V Jump
| - Boruto: Two Blue Vortex | - Dragon Ball Super - Metaphor: ReFantazio |

Weekly Young Jump
| - Catenaccio - DogsRed - Genikasuri | - Märchen Crown - Terra Formars - The Days of Diamond (Diamond no Kuzai) - The Nito Exorcist (Nito no Joreishi) |

Ultra Jump
| - BUG EGO |

Tonari no Young Jump
| - Choujin X |

Jump GIGA
| - Black Clover |

### Finalizados
Shōnen Jump
| - Act-Age - Agravity Boys - Aliens Area - Assassination Classroom [reedición] - Astro Royale - Ayashimon - Bakuman [reedición] - Beast Children - Bone Collection - Build King - Burn the Witch - Candy Flurry - Cipher Academy (Angō Gakuen no Iroha) - Dear Anemone - Death Note [reedición] - Do Retry - Doron Dororon - Double Taisei (Futari no Taisei) - Dr. Stone - Earthchild - Embers - Fabricant 100 (Jinzō Ningen 100) - Ginka and Glüna - Green Green Greens - Guardian of the Witch (Majō no moribito) - Haikyū!! - HAKUTAKU - Hell Warden Higuma (Gokutei Higuma) - High School Family: Kōkōsei Kazoku - Hinomaru Sumō - Honomieru Shōnen - i tell c - Ice-Head Gill - Ichigoki! Under Controll (Ichigōki! sōjūchū) - Jujutsu Kaisen - Kimetsu no Yaiba - Kyokutō Necromance - Magu-chan: God of Destruction | - MamaYuYu - Martial Master Asumi (Asumi kakeru) - MASHLE - Misión: Familia Yozakura - Mitama Security: Spirit Busters - Mori King, el rey del bosque (Shinrin Ouja Mori King) - My Hero Academia - Nine Dragons Ball Parade (Kowloon's Ball Parade) - Ne0;lation - Neru: Way of the Martial Artist (Neru: Bugei dōgyō) - Our Blood Oath (Bokura no ketsumei) - PPPPPP - Protect Me! Shugomaru (Mamore! Shugomaru) - Psych House (Cycle Biyori) - Red Hood: The Hunter's Guild - Samurai 8: The Tale of Hachimaru - Shadow Eliminators (Ruirui Senki) - Shakunetsu no Nirai Kanai - Food Wars - Star of Beethoven (B no Seisen) - Super Psychic Policeman Chojo (Chōjun! Chōjō Senpai) - Super Smartphone - Syd Craft: Love is a Mystery (SydCraft no Saishuu Suiri) - Teenage Renaissance! David (Shishunki Renaissance! David-kun) - Tenmaku Cinema - The Ichinose Family's Deadly Sins (Ichinose-ke no Taizai) - The Last Saiyuki (Saigo no Saiyūki) - The Promised Neverland - Time Paradox Ghostwriter - Tokyo Demon Bride Story (Dai Tōkyō oniyome-den) - Tokyo Shinobi Squad - Two on Ice - UNDEAD + UNLUCK - We Never Learn - Yōkai Buster Murakami - Yui Kamio Lets Loose (Kamio Yui wa kami wo yui) - ZIPMAN!! |

Shōnen Jump+
| - Abyss Rage - ANKOKU DELTA - Ao no Flag - Aragane no ko: Diamante en bruto - ARATA PRIMAL: The New Primitive - At Summer's End (Natsu no Shuten) - Ayakashi Triangle - BEAT & MOTION - Byebyebye - Chieri no Koi wa 8 Meters - Curtain's up, I'm off (Kaien no Bell de oyasumi) - Daddy and Buddy - Darling's Vanishing Act (Runaway Darling: Nigero Darling) - DEEP RAPUTA (Shinsō no Raputa) - Demon Lord Exchange!! - Dear Sa-chan (Sachan-sama e) - Diasporaiser - Dont Blush, Sekime-san! (Sekimen shinaide! Sekime-san) - Dricam!! - DRUNK BULLET - East, Into The Night (Yoru wo higashi ni) - "¡¡Esa gal de Hokkaido es súper linda!!" - Even If You Slit My Mouth (Kuchi ga saketemo kimi ni wa) - Excuse me Dentist, It´s touching me! (Haisha-san, atattemasu!) - Existential Unplugged (Jitsuzon Unplugged) - Fool (Sarashimono) - Get Away, Matsumoto！-100 days escape- (Nigero Natsumoto) - Ghostbuster Osamu - Gift of Poison (Doku no Okurimono) - Goze Hotaru - Kanata no Astra [reedición] - Moebana - Handsome Must Die - HEART GEAR - Hina-chan Change - History’s Mentalist (Rekishi Mentalist) - Im so Hungry, I Could Eat Basashi (Basashi ga Tabetai) - Insect Girl (Mushi Musume) - Jiangshi X - Jigoku Sensei Nube PLUS - Jigokuraku - Jinrui-Shoku: Blight of Man - Kaiju No. 8 - Kaiju No. 8: B-Side - KoLD8: King of the Living Dead (8LDK: Shisha no Ō) - Kunigei - Okuni University Art Department Film Program ( Kunigei: Ōkuni Daigaku Gei-jutsu Gakubu Eiga Gakka) - Kamonohashi Ron no Kindan Suiri - Land Lock - Magical Girl Tsubame: I Will (Not) Save the World! (Tai Sekai Yō Mahō Shōjo Tsubame) | - Magilumiere Co., Ltd. (Kabushiki gaisha Magilumiere) - Magokoro Scramble! ~What Lies in Your Heart? - Me and my Gangster Neighbor (Boku to jinginaki oji-san) - Mikane and the Sea Woman (Boku to Umi Kanojo) - MoonLand - My Girlfriend Gives Me Goosebumps! (Hen'ai Heartbeat) - My Hero Academia: Vigilante Illegals - Nano Hazard - Naruto: Konoha's Story—The Steam Ninja Scrolls: The Manga (Naruto: Konoha Shinden: Yukemuri Ninpōchō) - Naruto: Sasuke's Story—The Uchiha and the Heavenly Stardust: The Manga (Naruto: Sasuke Retsuden: Uchiha no Matsuei to Tenkyū no Hoshikuzu) - Navigatoria - NO\NAME - ONI: Road to be the Mightiest Oni EPISODE ZERO (ONI: Sora to Kaze no Elegy Episode Zero) - Oversleeping Takahashi (Nebosuru Otoko) - Sachi’s Records 〜Sachi’s Book of Revelation〜 (Sachi-roku: Sachi no Mokushiroku) - Service Wars (Sekyakku Musou) - Set it and Forget it (Hottarakashi Meshi) - Smother Me - Stan for Salvation - Soloist in a Cage (Ori no naka no Soloist) - Spotless Love: This love cannot be any more beautiful (Kono koi wa kore ijō kirei ni naranai) - Summer Time Rendering - Shibatarian - Shojo Null - Skeleton Double - Stage S - Suito-to! - "La Sombra del anillo" (Wa no kage) - Takopi's Original Sin - Taro Miyao Becomes a Cat Parent?! (Miyaō Tarō ga Neko o Kau Nante) - Tokyo Underworld (Shin Tokyo) - The Dark Doctor Ikuru (Fuji no yamai wa Fushi no yamai) - The Game Devil (Gē-maō) - The Kajiki Chef: Divine Cuisine (Kajiki no Ryōrinin) - The Pension Vampire Life - The Sign of the Abyss - The Soul Spewing Wielder (Tamarobi en Auto) - The Vertical Word - The World of SKK - Tsuruko Returns the Favor (Tsuruko no Ongaeshi) - VIBRATION MAN - Witch Enforcer (Majo no Shikkō Hito) - You and I Are Polar Opposites (Seihantaina Kimi to boku) - Yumeochi: Dreaming of Falling For You (Yumeochi - Yume de bokura wa koi ni ochiru) |

Weekly Young Jump
| - Kubo-san wa Mob wo Yurusanai - Oshi no Ko | - Tokyo Ghoul [reedición]' |

Jump SQ
| - Claymore [reedición] - Platinum End - Rosario + Vampire [reedición] | - Tegami Bachi [reedición] - Twin Star Exorcist |

V Jump
| - Yu-Gi-Oh! ARC-V |

Saikyō Jump
- I'm from Japan (Jimoto ga Japan)